# Robert Ezra Park
Robert Ezra Park (14 de febrer de 1864 – 7 de febrer de 1944) fou un sociòleg urbà nord-americà, un dels fundadors de l'Escola de Sociologia de Chicago.

## Biografia
Park nasqué a Harveyville, Pennsylvania, i visqué a Minnesota. Estudià en la Universitat de Michigan, amb el filòsof pragmàtic John Dewey.
El seu interés pels temes socials, especialment ètnics, el feu exercir com a periodista a Chicago.
Després d'uns anys en diferents estats, obté un màster en psicologia i filosofia per la Universitat Harvard, on estudià amb el prominent filòsof pragmàtic William James.
El 1899 estudia a Berlín, Estrasburg i Heidelberg. A Berlín fou alumne de Georg Simmel, i el 1903 a Heidelberg, sota tutela de Wilhelm Windelband (1848-1915), obté el doctorat en psicologia i filosofia. El seu treball de dissertació fou: Multitud i públic. Un estudi metodològic i sociològic. Retorna a Harvard el 1903, on treballa breument com a assistent en filosofia.
Park deixà Harvard quan Booker T. Washington el convidà a l'Institut Tuskegee, per treballar en temes ètnics al sud dels Estats Units. Després s'incorporà el 1914 al departament de sociologia de la Universitat de Chicago, on restaria fins al seu retir el 1936.
Park mor a Nashville, Tennessee, als 79 anys.
Durant la seua vida esdevé una figura reconeguda tant dins com fora del món acadèmic. Des de 1925 fou president de l'Associació Sociològica Americana i de la Lliga Urbana de Chicago i membre del Consell de Recerca en Ciències Socials.

## Obra
Park relaciona la seua tasca de periodista amb el despertar de la seua recerca sociològica. Vincula els conceptes de comunicació i societat, que desenvoluparà en Introduction to the science of sociology.
En la seua estada a la Universitat de Chicago, el departament de sociologia començà a utilitzar la ciutat del voltant com una espècie de laboratori d'investigació. Del treball amb els seus col·legues de Chicago, com ara Ernest Burgess, Homer Hoyt i Louis Wirth, naix el concepte de sociologia urbana, conegut com a escola de Chicago. "La ciutat —diu Park— ha estat descrita com l'hàbitat natural humà civilitzat. A la ciutat, l'ésser humà ha desenvolupat la filosofia i la ciència, i s'ha convertit no sols en un animal racional sinó també en un animal sofisticat. La ciutat i l'entorn urbà representen per a la humanitat la temptativa més coherent i, en general, la més satisfactòria de recrear el món en què viu d'acord al seu desig. Però si la ciutat és el món que l'ésser humà ha creat, també constitueix el món on està condemnat a viure en endavant. Així, doncs, indirectament i sense tenir plena consciència de la naturalesa de la seua obra, en crear la ciutat, l'ésser humà es recrea a si mateix. En aquest sentit i aspecte podem concebre la ciutat com un laboratori social." (Robert Park)
Park sintetitzava la seua feina amb aquesta frase: "He estat sobretot un investigador en tres àrees: comportament col·lectiu, ecologia humana i relacions ètniques".